# Câtel Fort

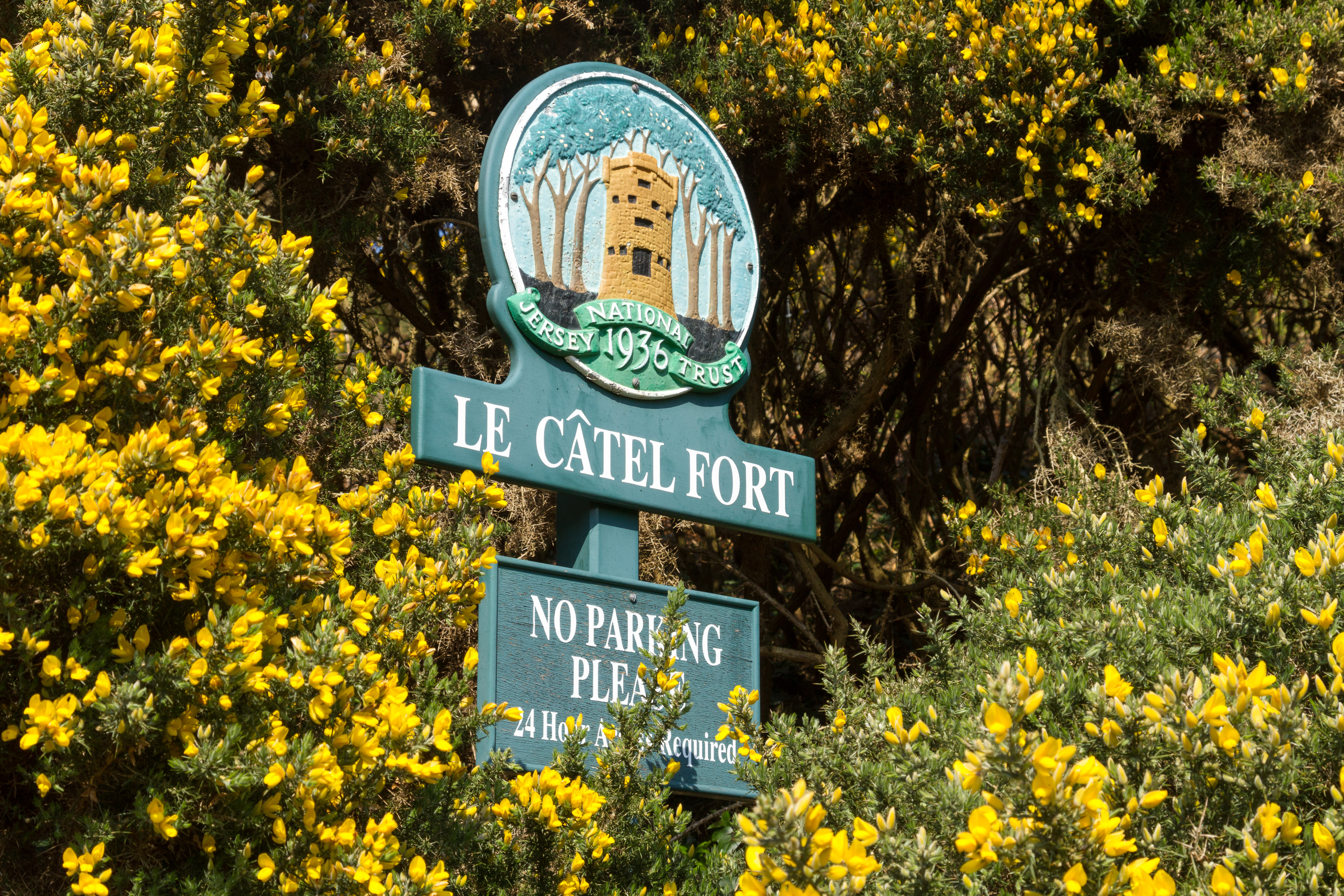
Câtel Fort (2013)

Câtel Fort ist ein ehemaliges Wachhaus über der Grève-de-Lecq-Bucht auf der britischen Kanalinsel Jersey.
Das Fort wurde in den 1780er-Jahren errichtet, um die Bucht vor einer befürchteten, französischen Invasion zu schützen. Ursprünglich war das Fort mit drei Stück 32-Pfünder-Kanonen bewaffnet und mit einer Garnison von 15 Mannschaften und einem Sergeanten belegt.